# Liv Ullmann
Liv Johanne Ullmann, född 16 december 1938 i Tokyo, Japan, är en norsk skådespelare och filmregissör. 

## Biografi
Liv Ullmann föddes i Tokyo, Japan, där hennes far var utlandsbaserad flygplansingenjör.

### Skådespelare

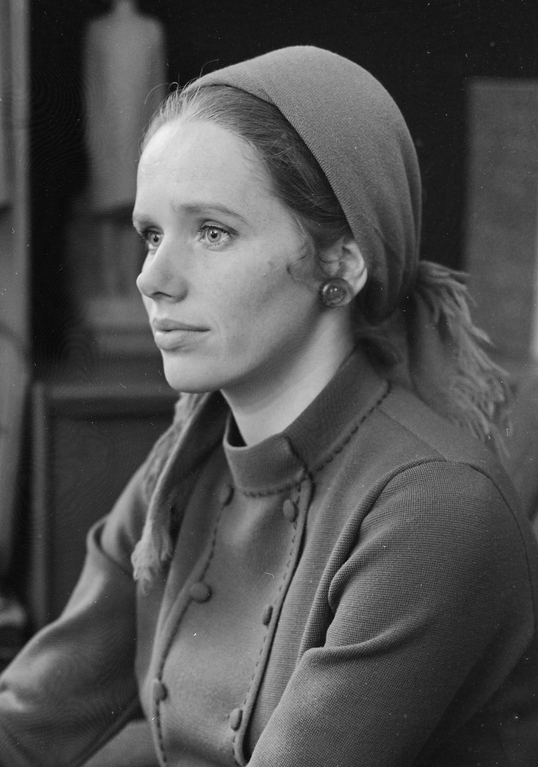
Liv Ullmann 1966.

Efter att ha gått på en teaterskola i London filmdebuterade Ullmann 1957 i Edith Carlmars Fjols til fjells. Efter lovande film- och teaterroller i Norge kom Liv Ullmann till Sverige för att medverka tillsammans med nära vännen Bibi Andersson i Ingmar Bergmans experimentella film Persona 1966 och blev kvar i landet som sambo under några år med Ingmar Bergman och blev en av hans "husskådespelerskor". Med Max von Sydow arbetade hon i Vargtimmen, Skammen, The Night Visitor och En passion, samt de därpå följande storfilmerna Utvandrarna och Nybyggarna i regi av Jan Troell efter Vilhelm Moberg. Att hon utan protest[källa behövs] accepterades som småländska Kristina i dessa filmer vittnar om hur djupt hon uppskattades också av svenskarna. Hon kom sedan att även spela i Troells Hollywood-film Zandy's Bride mot Gene Hackman 1974. För Bergmans film Skammen belönades hon med en Guldbagge som Bästa skådespelerska 1969. Under 1970-talet spelade hon huvudrollen i flera internationella filmer. 1970 spelade hon i actionfilmen Cold Sweat mot Charles Bronson, hon har själv sagt att detta är den film hon är mest missnöjd med och det sämsta hon har gjort i sitt yrkesliv. 1972 spelade hon kvinnlig påve i filmen Pope Joan av Michael Anderson.
Den filmen, och än mer Bergmans TV-serie Scener ur ett äktenskap tillsammans med Erland Josephson, öppnade vägen för en karriär i USA. Där fick hon ofta spela svenska, till exempel Anna Christie på Broadway och drottning Kristina på film (En drottning abdikerar 1974). 1977 blev hon för andra gången Oscarsnominerad (efter Utvandrarna 1971) för Bergmans TV-serie Ansikte mot ansikte. Under Bergmans exil på 1970-talet medverkade hon i hans filmer Höstsonaten, som dotter till Ingrid Bergman, i Norge och Ormens ägg i Tyskland. Uppbrottet från det stormiga förhållandet med Bergman på Fårö fick henne att skriva två böcker om sin utveckling: Förändringen (1976) och Tidvatten (1984). Senare spelade hon även i Bergmans Saraband, uppföljaren till Scener ur ett äktenskap. Rollen som Emelie Ekdahl i Fanny och Alexander tackade hon dock nej till. Sammanlagt har hon medverkat i elva av Bergmans filmer.
Ullmann har också haft stor framgång på scenen och arbetat med regissörer som José Quintero, Harold Pinter och Peter Palitzsch. Hon har till exempel spelat Ofelia i Hamlet, Anna Christie i Anna Christie, Mutter Corage i Mutter Courage, och Nora i Ett dockhem. Hon har medverkat i Harold Pinters Old Times, i Gengångare mot Kevin Spacey och musikalen I Rembember Mama specialskriven för henne av Richard Rodgers. I Stockholm har hon spelat Eliza i Pygmalion mot Erland Josephson.
För sin tolkning av Kristina i Utvandrarna vann hon en Golden Globe för bästa kvinnliga huvudroll och blev nominerad till en Oscar. Hon har sedan dess blivit nominerad fyra gånger, för komedin 40 Carats, Scener ur ett äktenskap, Ansikte mot ansikte och The Rosegarden av den holländska regissören Fons Rademakers. Hon har genom åren tilldelats ett stort antal utmärkelser (till exempel skådespelarpriset vid Filmfestivalen i Venedig för Richard's Things 1980), och 2004 fick hon ett hederspris av Europeiska filmakademin för sitt samlade livsverk. Vid Guldbaggegalan 2015 tilldelades Ullmann Hedersguldbaggen.

### Regissör

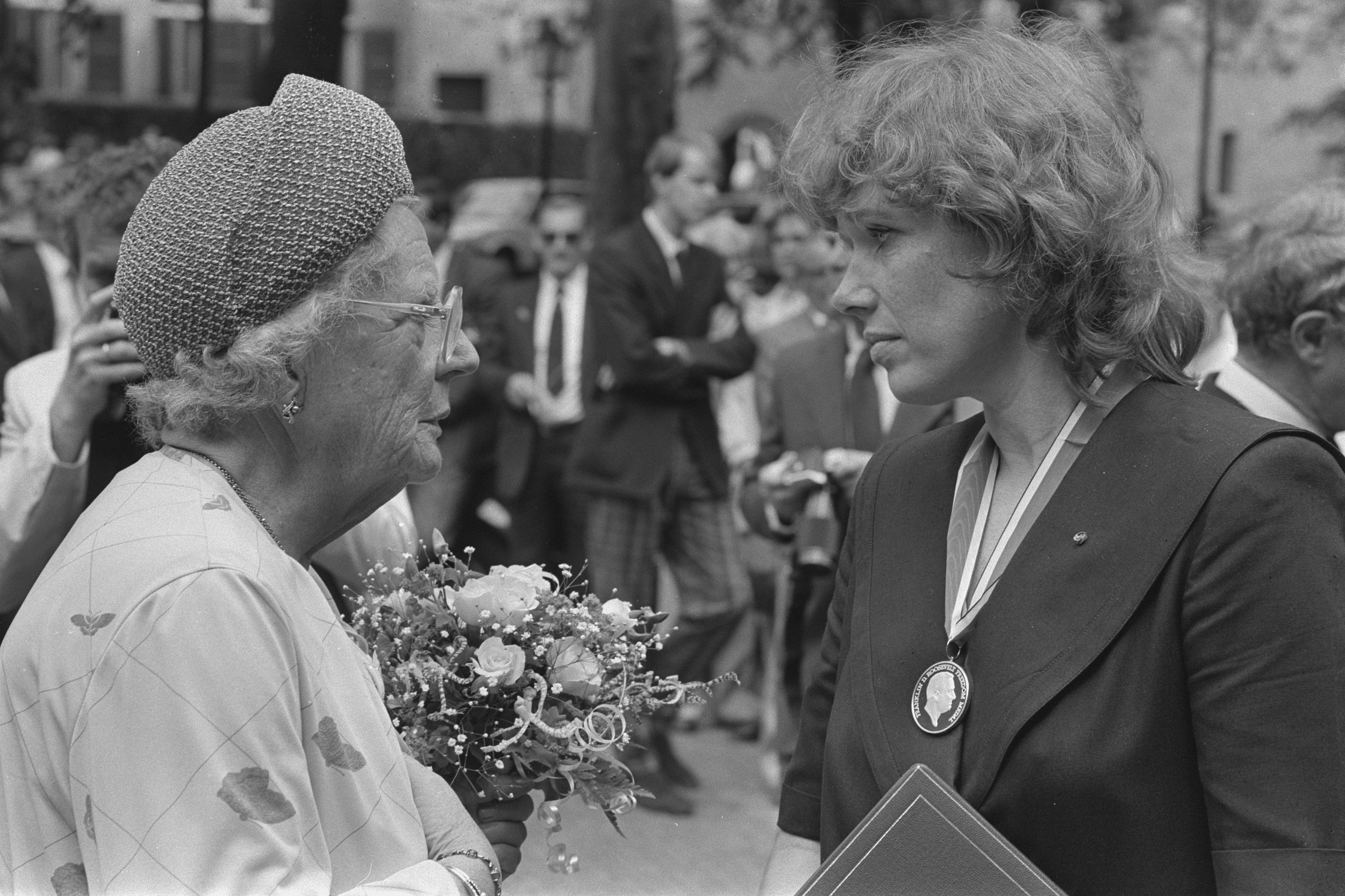
Juliana av Nederländerna och Liv Ullmann (höger) 1984.

Ullmann är även verksam som regissör och regidebuten skedde med danska filmen Sofie (1992), efter en mindre filmepisod, Love, 1982. Som regissör återvände hon till Norge och gjorde storfilmen Kristin Lavransdatter (1995) och medverkade som en av 40 av världens främsta filmregissörer i dokumentären Lumière et compagnie samma år. Hon har även regisserat Ingmar Bergmans Enskilda samtal (1996) och Trolösa (1999).
Sedan 1990-talet har hon varit oftare verksam i Norge. Under sommaren 2005 var det planerat att hon skulle regissera en internationell filmversion av Henrik Ibsens Ett dockhem i Stavanger, men projektet lades på is. 2010 gjorde hon en hyllad teaterturné i Norge med en uppsättning av Eugene O'Neills drama Lång dags färd mot natt. 2013 återvände hon till regisserandet med en internationell filmversion av August Strindbergs Fröken Julie med Jessica Chastain, Colin Farrell och Samantha Morton i huvudrollerna. Filmen hade premiär 2014.

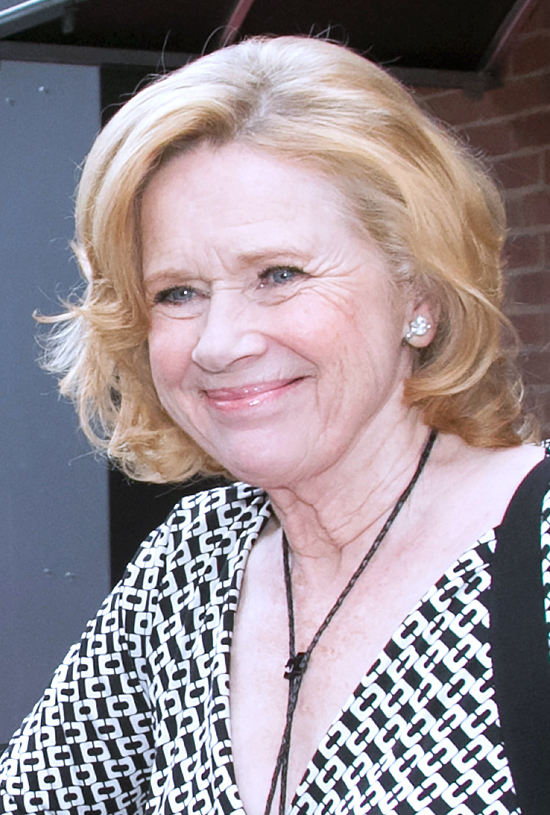
Liv Ullmann vid Toronto International Film Festival 2014.

## Övrigt
Ullmann är även verksam som Unicef-ambassadör. 2001 var hon sommarpratare i SR P1.

## Privatliv
Liv Ullmann har med Ingmar Bergman dottern Linn Ullmann som är författare.
Den amerikanska skådespelaren Liv Tyler sägs ha fått sitt förnamn efter det att hennes mor sett Liv Ullmann på framsidan av tidningen Tv-Guide.[källa behövs]

## Filmografi (urval)
- 1957 – Fjols til fjells
- 1960 – Unga syndare
- 1962 – Tonny
- 1962 – Kort är sommaren
- 1965 – De kalte ham Skarven
- 1966 – Persona
- 1968 – Vargtimmen
- 1968 – Skammen
- 1969 – En passion
- 1969 – An-Magritt
- 1970 – Cold Sweat
- 1971 – The Night Visitor
- 1971 – Utvandrarna
- 1972 – Nybyggarna
- 1972 – Viskningar och rop
- 1972 – Pope Joan
- 1973 – Scener ur ett äktenskap (TV-serie)
- 1973 – Bortom horisonten
- 1973 – 40 Carats
- 1974 – Zandy's Bride
- 1974 – En drottning abdikerar
- 1975 – Leonor
- 1976 – Ansikte mot ansikte
- 1977 – En bro för mycket
- 1977 – Ormens ägg
- 1978 – Höstsonaten
- 1979 – Fruen fra havet
- 1979 – Richard's Things
- 1982 – Jenny (TV-serie)
- 1984 – Pojken vid havet
- 1984 – Dangerous Moves
- 1984 – The Wild Duck
- 1986 – Speriamo che sia femmina
- 1987 – Farewell moscow
- 1987 – Gaby:A true story
- 1988 – La Amiga
- 1988 – Gli Indifferenti (miniserie)
- 1989 – The Rosegarden
- 1990 – Mindwalk
- 1991 – Oxen
- 1992 – Sofie (regi)
- 1994 – Drömspel
- 1994 – Zorn
- 1995 – Kristin Lavransdotter (regi)
- 1995 – Lumière et Compagnie
- 1996 – Enskilda samtal (TV, regi)
- 1999 – Trolösa (regi)
- 2000 – Ljuset håller mig sällskap
- 2003 – Saraband (TV)
- 2008 – I et spiel, i en gåte
- 2014 – Miss Julie (regi)